# Seleção Checoslovaca de Handebol Masculino
A seleção checoslovaca de handebol masculino foi uma equipe europeia composta pelos melhores jogadores de handebol da Checoslováquia. A equipe era mantida pela Federação Checoslovaca de Handebol. Não consta no ranking mundial da IHF. 

## Títulos
- Campeonato Mundial (4): 1967, 1978, 1982 e 1993